# 硫
硫是一種化學元素，化學符號为S，原子序數为16。硫是一种非常常见的无味无臭的非金属，纯的硫是黄色的晶体，又稱硫黄（也可寫作硫磺）。硫有许多不同的化合价，常見的有-2, 0, +4, +6等。在自然界中常以硫化物或硫酸盐的形式出现，尤其在火山地区纯的硫也在自然界出现。单质硫不溶于水，微溶于乙醇，易溶于二硫化碳。对所有的生物来说，硫都是一种重要的必不可少的元素，它是多种氨基酸的组成部分，尤其是大多数蛋白质的组成部分。它主要被用在肥料中，也廣泛地被用在火药、潤滑劑、殺蟲劑和抗真菌剂中。

## 主要特征
纯的硫呈浅黄色，质地柔软，轻。与氢结成有毒化合物硫化氢后有一股臭味（臭鸡蛋味）。硫燃烧时的火焰是蓝色的，并散發出一种特别的硫磺味（二氧化硫的气味）。硫不溶于水但溶于二硫化碳。硫最常见的化学价是-2、+2、+4和+6。在所有的物态中（固态、液态和气态），硫都有不同的同素异形体，这些同素异形体的相互关系还没有被完全理解。晶体的硫可以组成一个由八个原子组成的环：S8。
硫有两种晶体形式：斜方晶八面体和单斜棱晶体，前者在室温下比较稳定。硫的熔点为118℃。

## 用途
硫在工业中很重要，比如作为电池中或溶液中的硫酸。硫被用来制造黑火药。在橡胶工业中做硫化剂。硫还被用来杀真菌，用做化肥。硫化物在造纸业中用来漂白。硫酸盐在烟火中也有用途。硫代硫酸钠和硫代硫酸銨在照相中做定影剂。硫酸镁可用做润滑剂，被加在肥皂中和轻柔磨砂膏中，也可以用做肥料。

## 生理作用
半胱氨酸、蛋氨酸、同型半胱氨酸和牛磺酸等氨基酸和一些常见的酶含硫，因此硫是所有细胞中必不可少的一种元素。在蛋白质中，多肽之间的二硫键是蛋白质构造中的重要组成部分。有些细菌在一些类似光合作用的过程中使用硫化氢作为电子提供物（一般植物使用水来做这个作用）。植物以硫酸盐的形式吸收硫。无机的硫是铁硫蛋白的一个组成部分。在细胞色素氧化酶中，硫是一个关键的组成部分。
工业和发电厂燃烧煤释放出来的大量二氧化硫在空气中与水和氧结合形成硫酸，它造成酸雨降低水和土壤的pH值，对许多地区的自然环境造成巨大破坏。

## 历史
在古代人类就已经认识硫了。中国人发明的火药是硝酸钾、碳和硫的混合物。1770年代安托万·拉瓦锡证明硫是一种元素。19世纪末，英国科学家C.F.Claus发明克劳斯工艺，先将气体中的硫化氢部分氧化为二氧化硫，再让剩余硫化氢与二氧化硫反应，生成硫和水，实现了硫的大批量工业生产。

## 来源

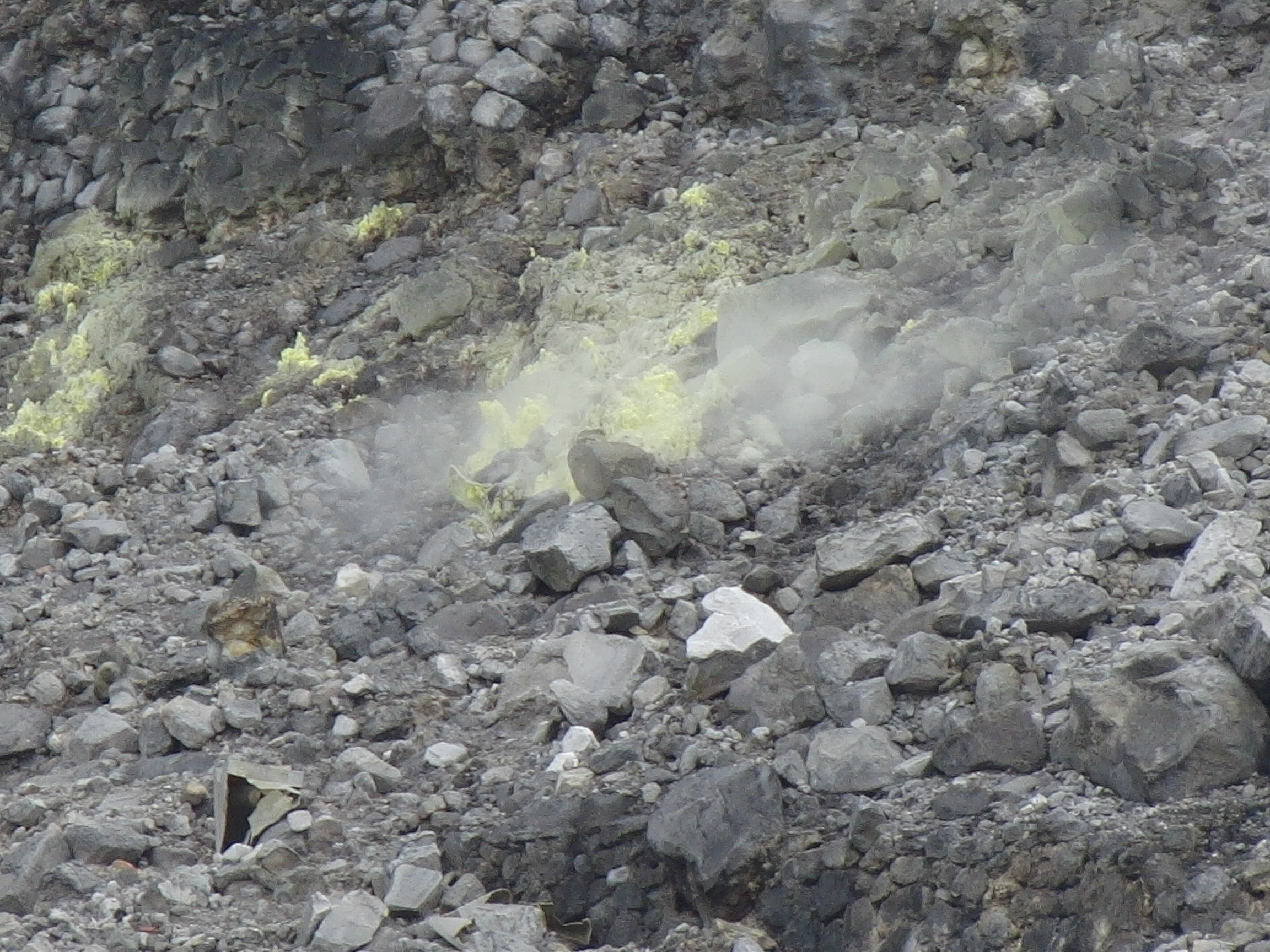
陽明山國家公園地熱氣井與硫磺

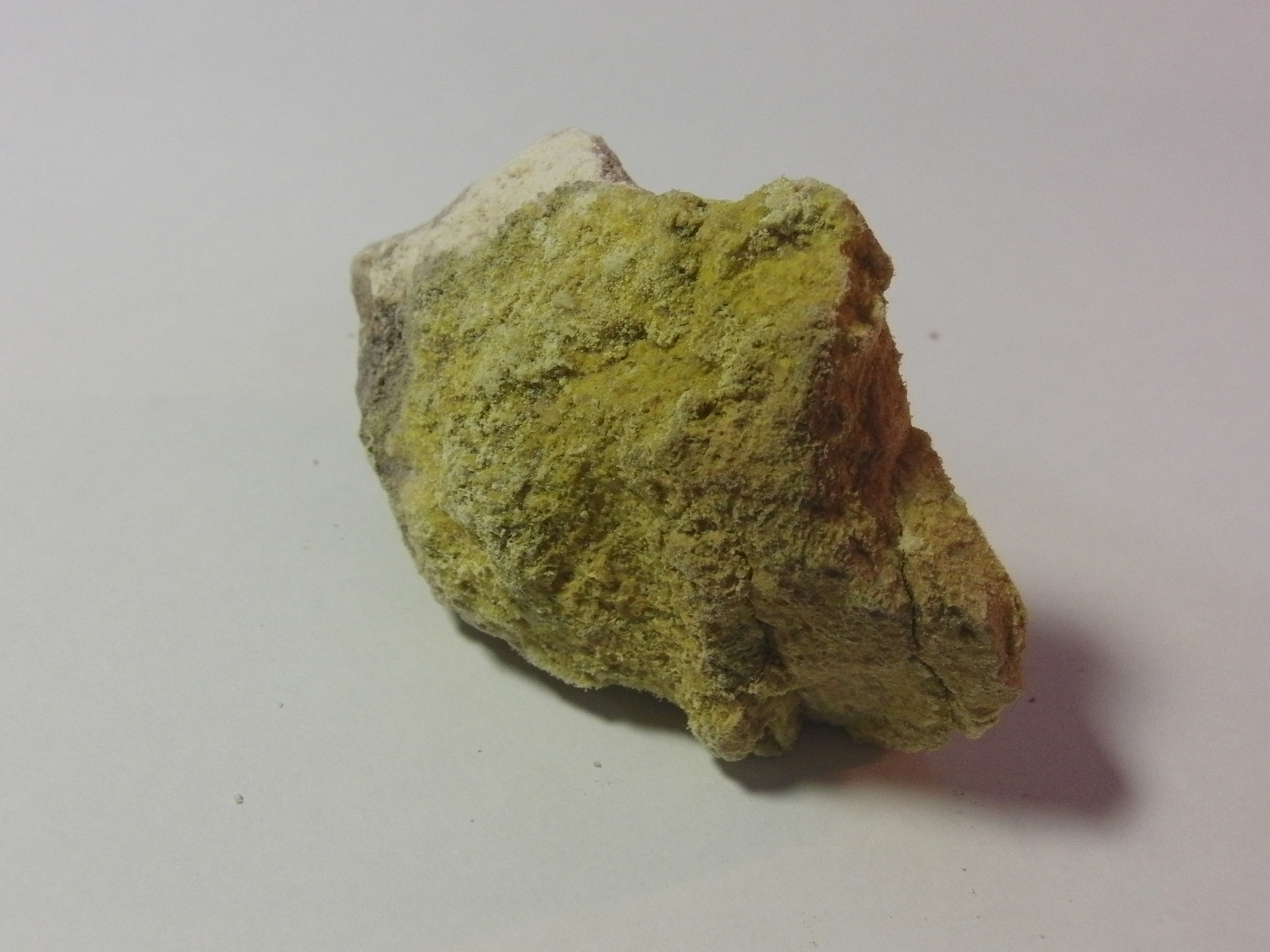
陽明山國家公園氣井的硫磺

## 化合物
许多有机物难闻的味道来自于它们分解产生的硫化氢之类的化合物。这些化合物有一股特别的臭鸡蛋味道。硫化氢的溶液是酸性的，与金属反应形成金属的硫化物。铁的硫化物在大自然中很常见，如黄铁矿。黄铁矿有半导体的特性。方铅矿即硫化铅则是第一种被发现的半导体。
聚合的氮化硫有金属特性，尽管它不含任何金属，这个复合物还显示特别的电学和光学特性。让熔化的硫速凝可以获得无晶态的硫，伦琴衍射显示其中含有由八个硫原子组成的环。这种硫在室温下不十分稳定，它渐渐恢复为晶体状态。
硫有多种氧化物，除了{\displaystyle {\ce {SO2}}}和{\displaystyle {\ce {SO3}}}之外，还有{\displaystyle {\ce {S_{x}O}}}（x=1,2,5～10）等化合物。
其它重要的硫的化合物有：
- 连二亚硫酸钠：{\displaystyle {\ce {Na2S2O4}}}，是一种强有力的还原剂
- 亚硫酸：{\displaystyle {\ce {H2SO3}}}，是二氧化硫在水中的溶液。亚硫酸和亚硫酸盐是有力的还原剂 。二氧化硫的其它产物包括焦亚硫酸离子（{\displaystyle {\ce {{S2O5}^{2-}}}}）
- 硫代硫酸盐：{\displaystyle {\ce {{S2O3}^{2-}}}}，是氧化剂。硫代硫酸氨有可能可以代替氰化物来洗金
- 连二硫酸：{\displaystyle {\ce {H2S2O6}}}，及其盐
- 连多硫酸：{\displaystyle {\ce {H2S_{n}O6}}}，n可以从3一直到80
- 硫酸盐：是硫酸的盐
- 硫化物：是硫与其它元素的化合物
- 过一硫酸是三氧化硫与浓的过氧化氢的反应物
- 硫氰酸盐是硫氰离子（{\displaystyle {\ce {SCN-}}}）的化合物
- 硫氰：{\displaystyle {\ce {(SCN)2}}}
- 二硫化碳：一种良好的有机溶剂，通常用于纺织工业，工业上通过甲烷与硫磺反应来生产

## 同素異形體
- 斜方硫（菱形硫）： Dolomite Rhombic sulfur
  - 化學式：{\displaystyle {\ce {S8}}}
  - 是硫由二硫化碳結晶而得之緊密的黃色晶體，熔点112.8度。

- 單斜硫：Monoclinic sulfur
  - 化學式：{\displaystyle {\ce {S8}}}
  - 熔化硫於部份凝固後，倒出多餘液體，剩下無數之針形晶體即為單斜硫，熔點119.2度。

- 彈性硫： Plastic sulfur
  - 化學式：{\displaystyle {\ce {S_{n}}}}
  - 為沸騰之硫注入冷水所得之軟黏體，有彈性。

## 同位素
硫有18种同位素，其中四种是稳定的：S-32（95.02%）、S-33（0.75%）、S-34（4.21%）和S-36（0.02%），除{\displaystyle {\ce {^35S}}}外，其它放射性同位素的半衰期都很短。硫-35由宇宙射线射击空气中的氩-40而导致，其半衰期为87天。
硫化物沉淀时根据温度的不同S-34的含量少许不同。假如在一个矿物中硫化物和碳酸盐同时存在的话，那么根据碳-13和硫-34的含量可以推算出矿物形成时矿水的pH值和氧的逸度。
在森林生态系统中，硫酸盐主要来自空气，少量来自矿物的风化。其中硫的同位素的不同含量可用来确定它们的来历。

## 注意
在接触二硫化碳、硫化氢和二氧化硫时要非常小心。二氧化硫可以在肺中与水结合成亚硫酸，亚硫酸可以导致肺出血和窒息。硫化氢毒性非常高。虽然硫化氢的味道一开始非常强烈，但人的嗅觉很快就被它压抑了。因此受害人有可能未察觉它的存在。

## 延伸閱讀
- 劉廣定：〈中國用硫史研究：古代純化硫磺法初探 （页面存档备份，存于）〉。
- Taeheon Lee, Philip T. Dirlam, Jon T. Njardarson, Richard S. Glass, Jeffrey Pyun. . Journal of the American Chemical Society. 2022-01-12, 144 (1): 5–22  [2022-02-15]. ISSN 0002-7863. doi:10.1021/jacs.1c09329. （原始内容存档于2022-02-20） （英语）.

## 外部連結
- 元素硫在洛斯阿拉莫斯国家实验室的介紹（英文）
- —— 硫（英文）
- 元素硫在The Periodic Table of Videos（諾丁漢大學）的介紹（英文）
- 元素硫在Peter van der Krogt elements site的介紹（英文）
- WebElements.com – 硫（英文）